# Oxymacaria pycnochroa
Oxymacaria pycnochroa är en fjärilsart som beskrevs av Oswald Beltram Lower 1902. Oxymacaria pycnochroa ingår i släktet Oxymacaria och familjen mätare. Inga underarter finns listade i Catalogue of Life.